# The Door Between
The Door Between er en amerikansk stumfilm fra 1917 af Rupert Julian.

## Medvirkende
- Ruth Clifford som Heloise Crocker
- Monroe Salisbury som Anthony Ives Eckhart
- George A. McDaniel som Archibald Crocker
- W. H. Bainbridge som Sir Robert